# 伊利亞二世

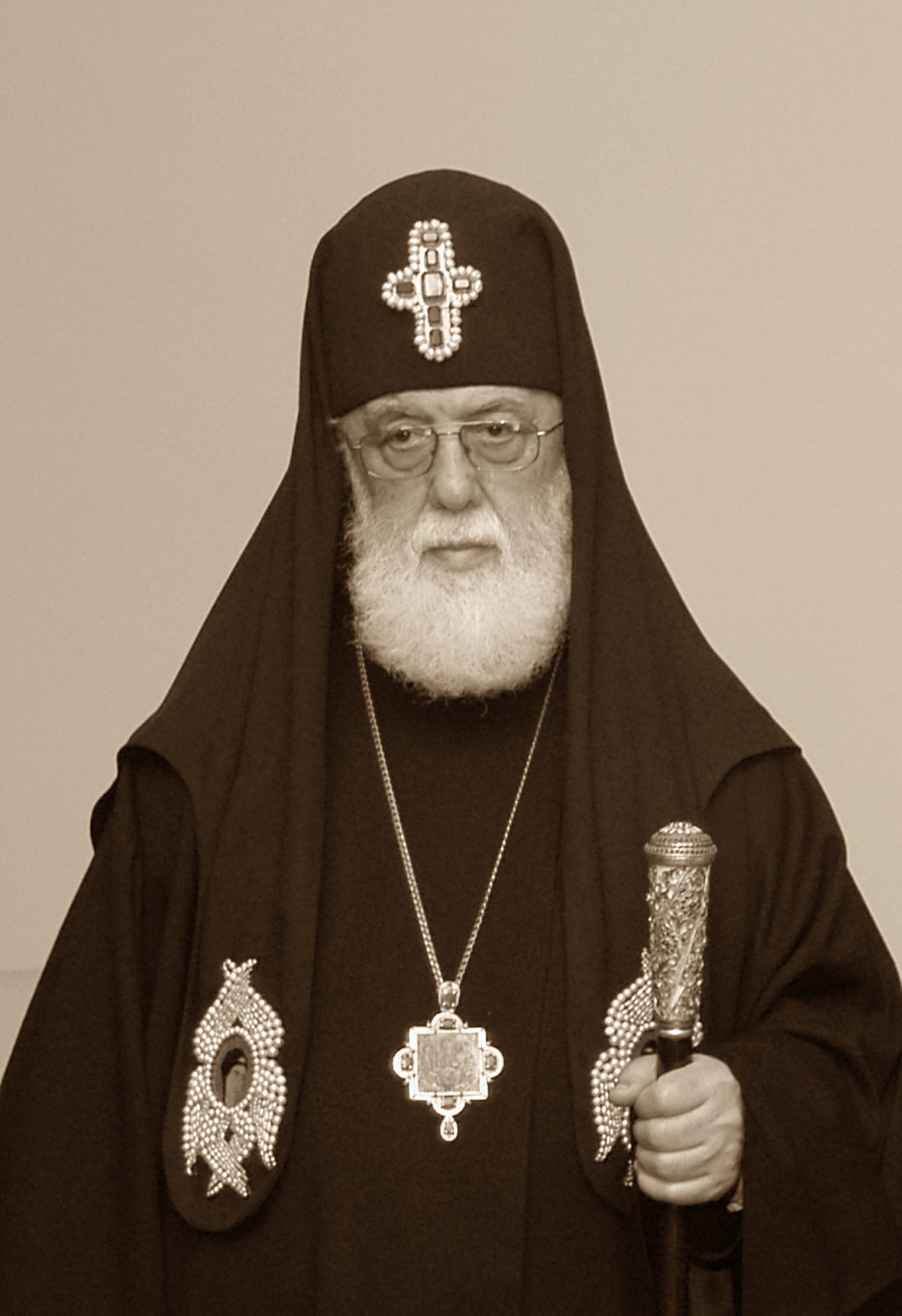
伊利亞二世

伊利亞二世（Ilia II，喬治亞文：ილია II，1933年1月4日出生），本名伊拉克利·古都邵里-錫奧拉許費里（Irakli Ghudushauri-Shiolashvili），是現任全喬治亞大教長，格鲁吉亚正教会的領袖。
伊利亞二世出生於弗拉季高加索（位於今俄羅斯北奧塞提亞-阿蘭共和國），1960年畢業於莫斯科神學院並返回喬治亞擔任神職人員。1977年時任全喬治亞大教長大衛五世去世，他被選舉為新任大教長並擔任該職至今。